# Bernard Billardet
Bernard Billardet est un homme politique français né le 8 novembre 1772 à Beaune (Côte-d'Or) et décédé le 10 mai 1854 à Chevannes (Saône-et-Loire).
Maire d'Autun, il est député de Saône-et-Loire de 1820 à 1824, siégeant au centre et soutenant les gouvernements de la Restauration.

## Sources
- « Bernard Billardet », dans Adolphe Robert et Gaston Cougny, Dictionnaire des parlementaires français, Edgar Bourloton, 1889-1891 [détail de l’édition]